# IC 5338
IC 5338 ist eine cD-Galaxie vom Hubble-Typ E3, bestehend aus zwei Galaxiekernen, im Sternbild Pegasus am Nordsternhimmel. Sie ist schätzungsweise 739 Millionen Lichtjahre von der Milchstraße entfernt und hat einen Durchmesser von etwa 220.000 Lichtjahren. Vermutlich bildet sie gemeinsam mit IC 5337 ein gravitatives Galaxienpaar. Die Galaxie ist die hellste Galaxie des Galaxienhaufens Abell 2626.

Im selben Himmelsareal befinden sich u. a. die Galaxien NGC 7688, IC 5329, IC 5331, IC 5336.
Das Objekt wurde am 25. November 1897 von Stéphane Javelle entdeckt.